# 교양 시민 계급

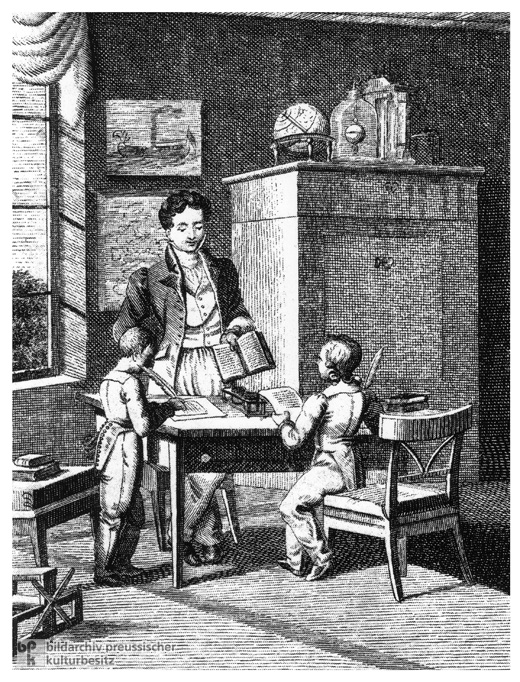
Bildungsbürger 계층은 물질적 소유보다는 교육을 바탕으로 자신을 정의했기 때문에 자녀 교육에 큰 비중을 두었다.

교양 시민 계급(Bildungsbürgertum)은 18세기 중반 독일에 부르주아지의 교육받은 사회 계층으로 등장한 사회 계급이다. 이들은 관념론과 서양고전학의 가치에 기반한 교육을 받았으며, 예술과 행동 양식에 대한 여론을 이끌었다. 구성원 대부분은 개신교도였으며, 고위 공무원 및 법률, 언론, 예술 등 자유 전문직에 종사했다. 영향력에도 불구하고 Bildungsbürgertum은 인구의 1%를 넘지 않았다.
빌헬름 폰 훔볼트는 직업 훈련보다는 전반적인 지식을 중시하는 평생 학습 과정으로서의 교육 이상으로 Bildungsbürgertum을 형성했다. 19세기에 산업화와 도시화로 인해 전문 과학 지식의 필요성이 증가하면서 이러한 이상은 점차 희석되었다. 민족주의, 사회진화론, 반유대주의, 이념적 제국주의와 같은 "세속 종교"가 더욱 두드러졌고, 이 계급은 자신들의 지위를 성취보다는 권리로 여기게 되었다.
제1차 세계 대전의 학살은 Bildungsbürgertum의 세계관을 산산조각 냈다. 이들은 전투에서 큰 손실을 입었고 수입과 지위 모두 크게 감소했다. 많은 구성원들은 민주주의를 위협으로 보고 권위주의적 통치로의 회귀를 지지했다. 그러나 나치 정권 하에서 Bildungsbürgertum의 남은 영향력은 미미해졌다.

## 용어
빌둥스뷔르거툼이라는 용어는 1920년대 독일에서 정치 우파가 '진정한' 지식인인 동시에 부르주아인 Bürger라고 주장하는 사람의 기질적 비호환성에 기반한 반부르주아적 정서를 전달하기 위해 만들어졌다.
독일어 복합어 Bildungsbürgertum에서 빌둥이라는 단어는 계몽시대에 정의된 "문화"와 "교육"을 의미한다. Bildung은 또한 빌헬름 폰 훔볼트의 저서에서 제시된 교육 이상과도 일치하는데, 여기서 Bildung은 단순히 지식과 훈련의 습득이 아닌 평생 과정으로서의 교육을 의미한다.
Bildungsbürgertum이라는 용어는 인본주의 전통에서 교육받은 구 계급을, 새로운 학문 엘리트로 인정받았지만 일반 지식이 부족하다는 이유로 Bildungsbürgertum에게 경시되던 대학 교육을 받은 과학자와 엔지니어와 구별하기 위해 1920년대에 만들어졌다.

## 특징
문화 및 독일 연구 학자인 클라우스 본둥에 따르면, 19세기 Bildungsbürgertum은 일곱 가지 핵심 특징을 가졌다.
1. 구성원들은 인문주의적(고전적) 전통에 기반한 학문적 교육을 받았으며, 주로 그들에게만 허용된 고위 전문직을 통해 결속되었다. 가장 높은 전문직군은 대학 교수, 학업 중심 중등 학교(김나지움) 교사, 판사, 고위 행정 공무원 등 고위 공무원과 부분적으로 국유화된 개신교 성직자를 포함했다. 그보다 약간 낮은 두 번째 그룹은 변호사, 작가, 예술가, 언론인 및 편집자와 같은 학문적 자유 전문직으로 구성되었다.
2. Bildungsbürgertum 내에서는 자급률이 높았다. 특히 고위 공무원들은 이미 교육받은 엘리트 가문 출신인 경향이 있었지만, 상인 계급과 산업화 이전부터 뿌리를 내린 중산층(구 중산층)에서도 Bildungsbürgertum으로 유입이 있었다.
3. 대부분의 구성원들은 유사한 배경, 교육 경로, 기관 회원 자격(예: 예비 장교단)을 공유하여 그들의 정신과 사회적 행동을 형성했으며, 사회적 상호작용에서 "내부 집단" 행동으로 이어졌다.
4. 사회적 위신이 경제적 번영보다 그들에게 더 중요했다.
5. 이 계급은 주로 개신교도였다. 가톨릭 신자들은 전체 인구에서의 비율보다 현저히 낮은 수준으로 대표되었다.
6. Bildungsbürgertum은 문화 엘리트로 간주되었다. "그 구성원들의 현실 해석과 질서 개념은 법과 같은 긍정적이고 공식적인 체계에서 현실에 대한 예술적 해석에 이르기까지 '공공' 문화를 구성한다. ... 문화의 대표적 가치는 대부분의 여론이 Bildungsbürgertum에 의해 형성되기 때문에 주장될 수 있다."[5]
7. 그 구성원들은 Bildungsbürgertum이 발전시킨 질서 개념을 전달하는 직업에 종사했으며, 이를 통해 그 직업들이 사회적으로 지배적이 될 수 있었다.

문화 현상의 엘리트 해석자로서 Bildungsbürgertum의 사회적 관련성은 대학과 학교에서의 지배적 위치와 언론 및 문학을 통한 여론 생산 및 확산에 크게 기반을 두었다. 이 과정에서 그들은 교육적, 언어적 장벽을 구축하여 교육받지 못한 사람들이 거의 접근할 수 없는 엘리트 계급이 될 수 있었다. 20세기에 발전한 피에르 부르디외의 문화 자본 개념은 부분적으로 Bildungsbürgertum의 사회적 영역에 기반을 두고 있다.

## 문화

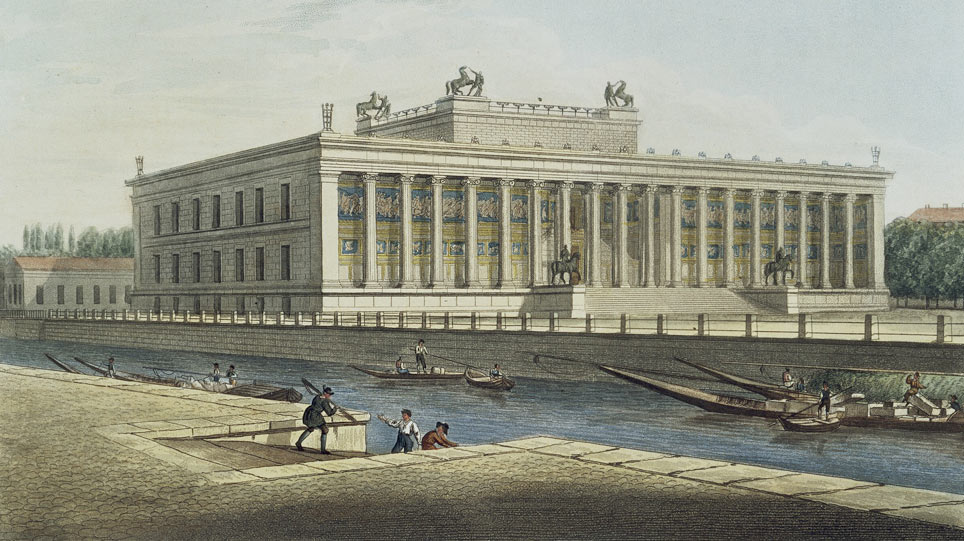
1830년 베를린 박물관섬의 베를린 구 박물관

Bildungsbürgertum의 결정적인 특징은 자신을 어떻게 인식하는지를 포함하여 문화와의 관계였다. 그들의 교육은 Bildungsbürgertum에 의해 형성되고 수용된 특정 정전(正典)에 기반을 두었다. 대도시의 극장, 오페라 극장, 콘서트홀, 박물관에서의 사회적 교류는 그들의 환경을 정의하는 특징이 되었다. 이러한 기관들은 종종 Bildungsbürgertum의 후원 덕분에 설립되고 재정 지원을 받았다. 그들은 문화 건물 건설을 위해 운동을 벌였고, 이는 종종 고전적이고 사원 같은 스타일로 설계되어 베를린의 박물관섬(1830), 빈 국립 오페라 극장(1869), 프랑크푸르트암마인의 슈테델 미술관(1833)과 같이 사회적, 정치적 삶의 확장된 공공 살롱이 되었다. 작은 지역 중심지에서도 오페라와 콘서트 공연을 지방에 선보이는 오케스트라가 있는 사설 및 시립 극장이 설립되었다.
Bildungsbürgertum의 후원 아래, 주요 독일어 신문의 예술면은 중요한 역할을 맡아 문화에 대한 탐구를 정치 및 경제와 같은 수준에 놓았다. 빈의 Neue Freie Presse의 특집면은 특히 명성을 얻었다. 테오도어 헤르츨, 후고 폰 호프만스탈, 펠릭스 잘텐, 아르투르 슈니츨러, 베르타 폰 주트너, 슈테판 츠바이크의 협력으로 그들은 문화에 대한 폭넓은 대우를 신뢰할 수 있는 언론 보도의 기둥으로 격상시켰다. Frankfurter Zeitung, 베를린 Vossische Zeitung, 프라하 타크블라트도 비슷한 역할을 했다.

## 역사

### 잉글랜드와 프랑스
독일 부르주아지의 발전은 잉글랜드와 프랑스보다 늦게 이루어졌다. 이들 국가의 부르주아지는 훨씬 일찍 경제적, 정치적 권력을 공유했다. 잉글랜드에서는 중세 후기에 도시 부르주아 및 상인 엘리트(및 종교적 소수자)와 시골의 보수적인(성공회적인) 젠트리가 모두 대표되는 점점 더 강력해지는 잉글랜드 하원과 함께 이 과정이 시작되었다. 프랑스에서는 위그노 전쟁과 그 후의 절대주의로 인해 부르주아지의 성장이 방해를 받았다. 18세기에 레장스(1715~1723)와 함께 상인, 개인 은행가, 산업가들이 주도하기 시작했다. 1789년 프랑스 혁명의 결과로, 그리고 루이 필리프 1세 하에서 결정적으로 그들은 정치 권력의 지렛대를 장악하게 되었다.
자유 제국 도시, 한자동맹 도시, 피렌체, 베네치아 공화국, 네덜란드 공화국, 스위스 도시 칸톤과 같은 많은 유럽 도시 국가에서 중세 후기부터 일어나고 있던 일이 국가적 차원에서 반복되었다. 즉, 상업적 성격을 지닌 부르주아 귀족 가문의 등장이었다. 19세기에 이르러 이러한 귀족들 대부분은 이미 귀족이 된 지 오래였다. 17세기까지, 특히 한자동맹 도시에서는 "대부르주아" 계급도 등장했다. 이들은 이전의 귀족들과 달리 주로 농촌 토지 취득을 통해 귀족 신분을 얻으려 하지 않고, 상업이나 과학 분야에서의 성취와 부의 과시에서의 어느 정도의 겸손함과 같은 부르주아적 가치를 강조했다. 18세기 말부터 혁명과 산업화의 과정에서 구 부르주아 지배 계급은 종종 그들의 지역적 영향력 내에서 새로운 경제 엘리트로 대체되었다.
프랑스어 용어인 citoyen(대략: 시민, 교양 계급 구성원)과 부르주아(대략: 재산 소유 시민, 지배 계급 구성원)의 구별은 중요하다. 전형적인 재산 소유 부르주아와 달리, 교양 부르주아는 자신과 돈만을 생각하지 않았다. 비록 평균 이상의 수입이나 재산이 보통 전제되었지만 말이다. 자본은 지식, 관계, 연줄의 소유로 이해되었으며, 이들은 이를 돈보다 더 본질적이고 중요한 자본 자산으로 보았다. 프랑스에는 Bildungsbürgertum 개념에 대한 평행선이 없었다. 대신, 일반적으로 부르주아지와 인텔리겐치아를 구별하는데, 이들 사이에서는 사회적 출신보다 직업 선택과 정치적 또는 사회적 참여 유형이 덜 중요했다.

### 18세기
유럽에 대학이 중세 초부터 존재했지만, 산업화의 물결 속에서 학문의 사회적 중요성은 더욱 커졌다. 경제 성장을 위해, 그리고 새로운 서구 국가 구조를 위해 과학적으로 잘 훈련된 시민을 양성하는 것이 필수적이 되었기 때문이다. 19세기부터는 예를 들어 현재의 베를린 훔볼트 대학교(1810)와 같은 새로운 대학들이 유럽 전역에 생겨났고, 취리히 연방 공과대학교(1855)와 같은 기술 전문 대학들도 생겨났다. Bildungsbürgertum 가문의 구성원들은 종종 중등 학교(김나지움)와 대학에 특권적인 접근권을 얻었다.

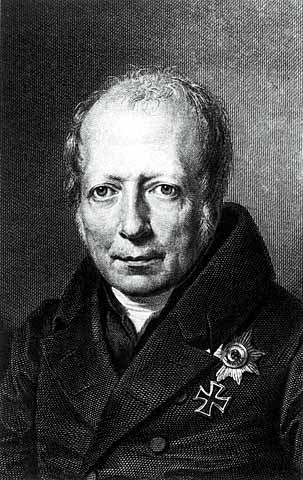
Bildungsbürgertum이 받아들인 교육 이념의 주창자, 빌헬름 폰 훔볼트

19세기 초, 빌헬름 폰 훔볼트는 그의 이상적인 교육 모델을 통해 Bildungsbürgertum의 가장 중요한 지적 산물을 창조했으며, 이는 동시에 그들의 목표가 되었다. 이는 부르주아 계몽주의의 두 가지 중심 개념, 즉 자율적인 개인과 세계시민주의(Weltbürgertum)를 중심으로 구축되었다. 대학은 자율적인 개인과 "세계 시민"이 형성되거나 스스로 만들어지는 장소가 되어야 했다. 대학 교육은 직업과 관련되지 않고 경제적 이해관계로부터 독립적인 교육이어야 했다. 훔볼트의 이상은 "평등한 인간 사회"를 지향했는데, 이는 Bildungsbürgertum의 많은 구성원들이 자신들을 구별하려는 노력과는 상반되는 것이었다.
18세기 말까지 새로운 인본주의는 가족 내 영적 분위기와 정규 교육을 통해 Bildungsbürgertum에 깊이 침투했다. 특히 전문 공무원 계급에서 새로이 부상하는 계층은 후기 절대주의 행정 국가에 의해 육성되었다. 이 국가는 전근대적 계급 질서로는 양성할 수 없었던 많은 수의 잘 훈련된 공무원을 필요로 했다. Bildungsbürgertum은 종종 귀족의 저항에도 불구하고 자신들의 성취 기준을 주장할 수 있었고, 학문적으로 훈련된 공무원으로서 국가 정책을 형성하고 실행할 수 있었다. 산업화와 급속한 도시 성장의 시대에 사회의 복잡성이 증가하면서 공학, 법률, 의학 등 다양한 분야의 전문가 필요성도 커졌다. 이들은 "고등" 직업군과 함께 언론, 협회 및 학술원을 통해 여론을 형성하는 주역이었다. 소설가이자 극작가인 구스타프 프라이타크는 그의 "독일 과거의 그림들"에서 다음과 같이 언급했다. "독일 문학, 예술, 철학, 과학의 역사를 쓰는 사람은 사실상 교육받은 부르주아지의 가족사를 다루는 것이다."
공무원과 자유 전문직 모두 전문 자격 확립을 장려했으며, 공무원들은 김나지움과 대학 입학 시험도 제정했다. 그리하여 Bildungsbürgertum은 자신들의 계층 진입을 통제하고 엘리트 집단으로서의 지위를 확보했다. 역사가 한스울리히 벨러는 그 결과로 형성된 고용 시장을 "과두 정치적"이라고 묘사했다.
독일의 가톨릭 지역에서는 Bildungsbürgertum과 관련된 거의 모든 발전이 덜 두드러졌는데, 이는 가톨릭 교회가 새로운 인본주의에 저항했고, 모든 수준의 학교 교육이 개신교 지역에서처럼 발전하지 못했기 때문이다.

### 19세기

#### 규모
Bildungsbürgertum은 1849년 이후의 급격한 경제 성장으로 인한 사회 변화와 함께 확장되었다. 프로이센 왕국에서는 새로운 인본주의, 개신교적 합리주의, 가족 전통, 개혁된 교육 기관이 성장에 거의 이상적인 조건을 제공했다. 그럼에도 불구하고 1850년 프로이센에서는 Bildungsbürgertum 출신 고용 인구가 전체 고용 인구의 0.3%에 불과했다. 가족 구성원을 포함하면 이 계층 전체의 규모는 11만 5천에서 14만 4천 명 사이로 추정되었다. 독일 전체에서는 3375만 명의 인구 중 단지 23만에서 28만 명으로 추정되었다. 1871년 독일 통일 시점에는 3923만 명의 독일인 중 약 0.75%, 즉 24만에서 30만 명의 고용 인구(가족 미포함)가 Bildungsbürgertum에 속했다. 1913년, 제1차 세계 대전 발발 직전에는 그 수가 55만에서 65만 명의 고용 인구에 달했으며, 이는 인구의 약 1%를 차지했다.

#### 정치적 참여
3월 전기(1815~1848)의 억압적인 시기 동안, Bildungsbürgertum은 처음으로 정치적으로 활동하기 시작했고, 대부분 정치적 자유주의로 향했다. 1848년 독일 혁명에서 그들의 프랑크푸르트 국민의회 내에서의 강력한 대표성은 이 계급이 프랑크푸르트 국가헌법의 구성에 상당한 영향력을 행사하도록 했다. 혁명의 실패 후, 독일 자유주의는 이익 집단과 유사한 작은 정당들로 분열되었고, 노동 계급 사이에서 사회 민주주의의 성장은 Bildungsbürgertum이 진보 정치의 선도자로서의 지위를 잃게 만들었다. 독일 민족 국가라는 비전은 핵심 가치가 되었고, 1871년 독일 제국의 건국은 통일된 국가에서 새로운 가능성을 기대했던 Bildungsbürgertum에게 열광적으로 환영받았다. 교육받은 계층의 개신교도들은 건국을 "독일 사명"의 섭리적 승리, 즉 전통 종교를 점점 더 대체하는 "국가 개신교주의"로 보았다. Bildungsbürgertum 전체는 우경화되어 귀족에 가까워졌고, 고위 공무원뿐만 아니라 군대에서도 새로운 기회를 얻었다. 그들의 학생 단체들은 "유사 봉건적 명예 규범"과 유사 군사적 행동 양식을 채택했다. 그러나 Bildungsbürgertum의 소수는 전체적인 우경화에 동참하지 않았다. 그들은 좌절된 정치적 희망을 지속적인 교육을 통한 성장의 인본주의적 이상 아래 개인에게 전가했다.

#### 사회 발전
새로운 인본주의에 구현된 "교육의 종교"는 19세기 세속화 증가에 기여했다. 빌둥 자체의 개념은 삶에 의미를 부여하고 타인에게 전달하는 수단을 제공하는 세계관을 제공하는 대체 종교가 되었다. 19세기 독일의 교육 방식이 세계의 모델로 간주되면서 Bildungsbürgertum의 위신은 높아졌다. 고위 공무원들은 그들의 높은 가치를 지닌 경영 자격, 근면성, 성취 지향성, 강한 의무감 때문에 연방, 주, 시 정부에서 상당한 정치적 영향력을 행사했다. 발전하는 중산층 전체는 그 가치와 행동 규범을 Bildungsbürgertum에서 찾았다. 정부가 급속한 도시화와 같은 새로운 문제를 다루어야 하고 일반적으로 더 개입주의적이 되면서, 과학 교육을 받은 사람들에 대한 필요성이 더욱 커져, 사회적 상승을 추구하는 사람들에게 기회가 확대되었다.
제국 시대(1871~1918) 동안, 프티 부르주아지의 추가로 인한 Bildungsbürgertum의 확장은 사회적 결속과 엘리트 계급의 의식에 어느 정도 희석을 가져왔다. 동시에 Bildungsbürgertum은 자신들의 지위를 권리로 여기게 되었으며, 김나지움과 대학 입학은 명망 있는 경력으로 가는 거의 보장된 통과증이 되었다. 평생 학습에 대한 열망은 직업적 야망으로 대체되기 시작했고, 인격 개발은 자격 증명서 취득으로 대체되었다. 민족주의, 사회진화론, 반유대주의, 이념적 제국주의와 같은 다른 "세속 종교"와의 경쟁 또한 훔볼트적 교육 이상에 대한 지배력을 약화시켰다. 유럽 전역에서 흔히 볼 수 있었듯이, Bildungsbürgertum은 귀족을 모방했지만, 독일에서는 잉글랜드나 프랑스보다 두 계급 간의 구분이 더 강하게 남아 있었다. 노동자들과는 다른 계층이라는 욕구는 Bildungsbürgertum의 "증오와 두려움으로 가득 찬" 사회적 거리 강조를 증가시켰다. 교육적 오만함, 불관용, "미개인"과의 거리두기, 민족주의에 대한 취약성, 제국주의 지지가 전면에 나타났다. 철학자이자 교육자인 프리드리히 파울젠은 Bildungsbürgertum의 "비인간적인 자만심"과 화려함을 통해 자신들이 사회적으로 낮게 보는 사람들에게 귀족적임을 과시하려는 경향을 비판했다. 편견에 가득 찬 계급 의식은 애국심으로 통하는 편협한 민족적 오만함과 함께 자랐다. 경제학자 요하네스 콘라트는 다른 어떤 나라에서도 "교육적 우월감은 여기만큼 노골적이고 널리 퍼져 있지 않다"고 썼다. 역사가 하인리히 폰 트라이치케는 수천 명의 교육받은 사람들을 위해 수백만 명이 "쟁기질하고, 단조하고, 대패질해야 했다"고 썼다.

### 20세기
Bildungsbürgertum은 제1차 세계 대전 발발을 알린 "1914년의 정신"에 압도적인 열정으로 동참했다. 그들은 전쟁의 열기가 독일의 국가적 지위를 최상위로 끌어올릴 새로운 시대의 서막이라고 보았다. 다른 사회 집단에서는 전쟁 열기가 사그라졌지만, Bildungsbürgertum에서는 계속 확산되었다. 그들의 이미 강했던 민족주의적 정서는 더욱 커졌고, 1917년 독일 조국당이 결성되었을 때 그 구성원들이 당을 장악했다.
Bildungsbürgertum은 많은 구성원들이 수입이 크게 감소했음에도 불구하고 전쟁에 대한 지지를 계속했다. 고위 공무원들은 1913년에 비해 구매력이 47% 감소했지만, 하위 계층에서는 감소 폭이 그리 심하지 않았다. 모든 계층의 일부 사람들은 투자했던 전채가 무가치해지면서 파산했다. 정부 관료들은 수입과 저축의 감소로 인해 사회적 위신도 떨어져 경제적으로나 사회적으로 손실을 입었다. 독일의 패전 충격, 군주제의 전복, 사회주의 주도의 공화국 정부 수립과 함께, Bildungsbürgertum의 전시에 입은 타격은 그들이 권위주의적 정부 체제를 강력히 지지하게 만들었다. 민주주의는 그들의 지위와 세계관 모두를 위협했다.
Bildungsbürgertum은 장교단, 수많은 학생 자원병, 정규 징집병 중에서 상대적으로 높은 사상자를 냈다. 바이마르 공화국 시대에는 이 계급이 인구의 약 0.8%를 차지했으며, 약 13만 5천 명이 고용되었고, 가족을 포함하면 54만에서 68만 명에 달했다. 국가와의 "긴밀한 공생"과 새로운 인본주의 교육이라는 이상에 대한 신념은 모두 근본적인 의문에 직면했다. 전쟁의 학살은 "새로운 인본주의 교육을 통한 개인의 고귀화라는 전체 프로젝트"가 실패한 것처럼 보이게 했다. 1770년대 독일에서 처음 등장한 이래, 새로운 인본주의는 독일인들을 현대 시대의 그리스인으로 보았고, "문화 국가"의 문명화 세력으로서의 사명을 부여했다. 많은 사람들에게 그들의 급진적인 애국심은 1918년 그들의 세계가 급격하고 비극적으로 상실된 후에도 계속되었다(특히 그렇다).
나치가 1933년 집권한 후, Bildungsbürgertum은 권위주의 정권 아래에서 자신들의 운이 좋아지기를 바랐지만, 이내 실망하게 되었다. 1933년 직업 공무원 복구법(Berufbeamtengesetz)에는 모든 유대인을 축출하는 아리아인 조항과 공화국에 우호적인 모든 사람들을 축출하는 정치적 규정이 있었다. 익숙한 부서별 계층 구조는 관료적 혼란으로 거의 파괴되었다.
1945년 이후 작가 만 가문의 일원들과 바이츠제커, 도나니, 알브레히트와 같은 과학자, 예술가, 정치인 왕조들은 Bildungsbürgertum의 현대적 유물로 해석될 수 있지만, 역사가 클라우스 본둥은 Bildungsbürgertum이 1918년에 계급으로서 존재하기를 멈췄다고 믿었다. 그들의 지위 상실과 세계관의 붕괴는 빌헬름 시대 사회의 다른 어떤 계급과도 달랐지만, 그 과정은 제1차 세계 대전 이전부터 시작되었다.

## 도시 개발

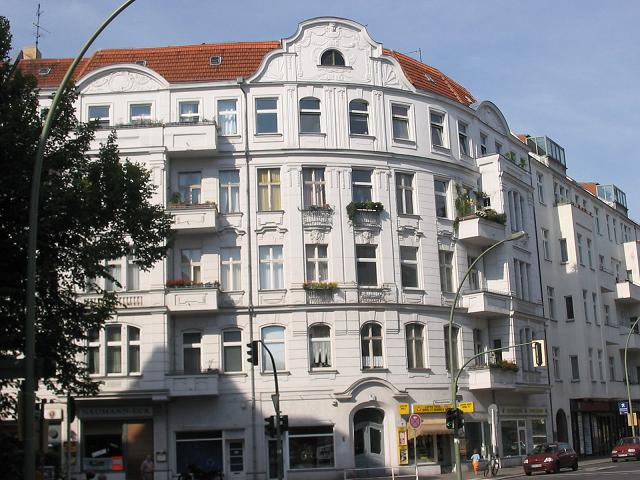
베를린 쇠네베르크 지구의 그륀더차이트(1870년대) 건물

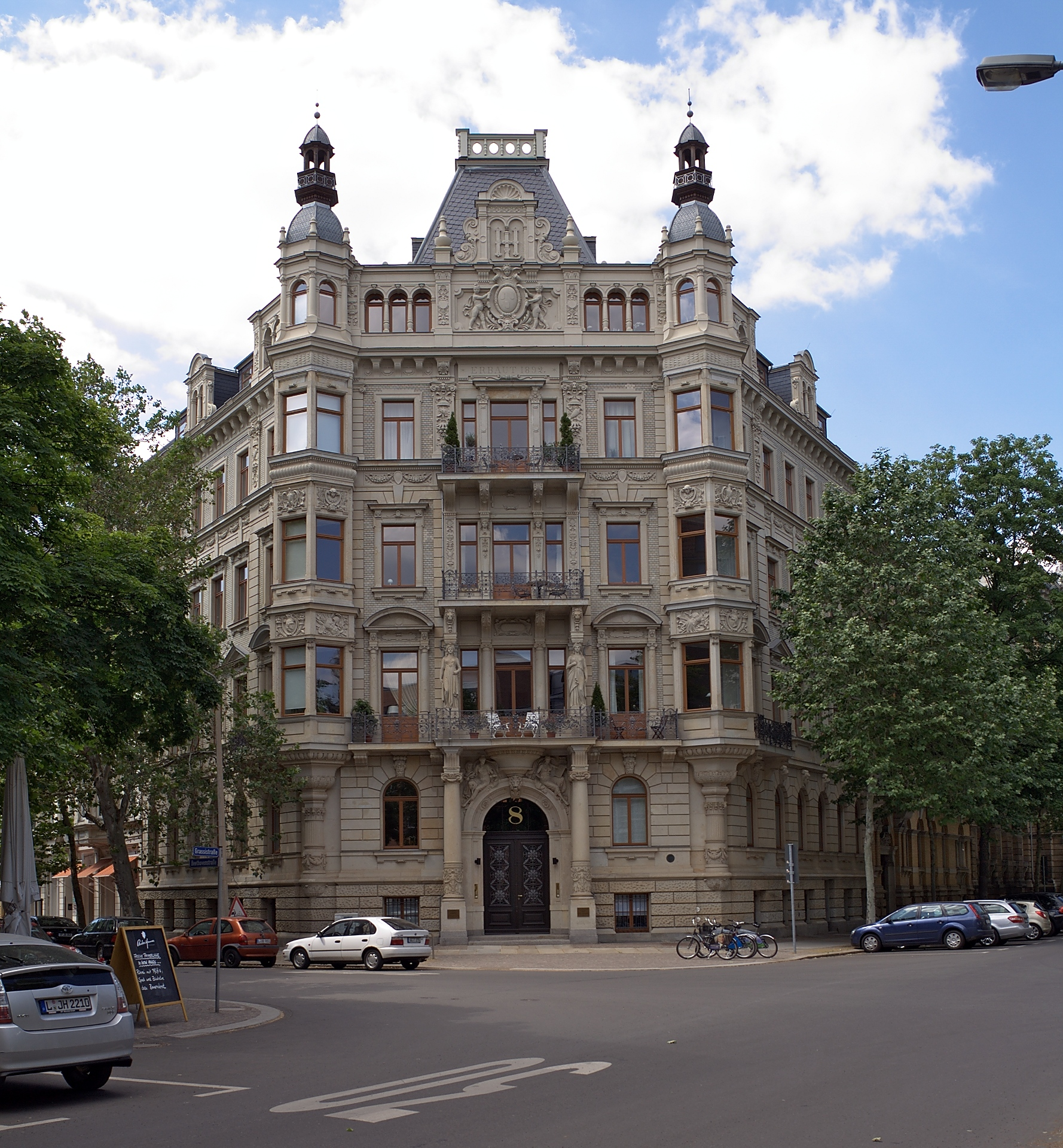
라이프치히 음악 지구는 그륀더차이트 시기 교육받은 부르주아를 위한 도시 설계의 예시이다. 사진: 팔레 로스바흐

19세기에 새로운 중산층의 필요를 충족시키기 위해 새로운 주거 지역과 구역이 조성되었다. 이 지역들은 일반적으로 넓은 녹지로 둘러싸여 있었고, 특정 상징적인 특징을 가졌다. 이들은 귀족의 도시 궁전이나 단순한 노동자 숙소와는 달랐다.
대도시와 대학 도시에서 이러한 유형의 도시 개발 중 가장 유명한 예시는 다음과 같다.

### 독일
- 베를린: 샤를로텐부르크, 다렘, 리히터펠데, 니콜라스제, 쇠네베르크(특히 바이에른 지구), 빌머스도르프, 그리고 옛 한자피어텔
- 드레스덴: 바이서 히르쉬
- 프랑크푸르트암마인: 보켄하임 및 베스트엔트
- 할레: 파울루스피어텔 (할레)([[:de:{{{3}}}|독일어판]])
- 함부르크: 함부르크 북부 및 엘프포르테([[:de:{{{3}}}|독일어판]])
- 하이델베르크: 노이엔하임([[:de:{{{3}}}|독일어판]]) 및 베스트슈타트
- 라이프치히: 뮤직피어텔, 바흐피어텔 및 발트슈트라센피어텔
- 뮌헨: 노이하우젠님펜부르크 및 슈바빙

### 오스트리아
- 잘츠부르크: 리덴부르크
- 빈: 코티지피어텔([[:de:{{{3}}}|독일어판]])

### 스위스
- 바젤: 바흐레텐([[:de:{{{3}}}|독일어판]]), 바젤암링([[:de:{{{3}}}|독일어판]])
- 베른: 키르헨펠트 (베른)([[:de:{{{3}}}|독일어판]])
- 취리히: 엥게, 호팅겐

## 같이 보기
- 문화 자본
- 전문직-관리직 계층
- 그랑 부르주아 (독일어 Großbürger)
- 아비투스 (사회학)
- 한자 동맹 (계급)
- 하이 컬처
- 인텔리겐치아
- 멘티팩트
- 후로마 시대의 귀족
- 사대부 (역사상 최초의 능력주의 계급)
- 사회환경
- 사회적 지위
- 상징 자본
- 상류 중산층

## 문헌
- Kocka, Jürgen; Conze, Werner (1989). 《Bildungsbürgertum im 19. Jahrhundert: Politischer Einfluss und gesellschaftliche Formation》 [Bildungsbürgertum in the 19th Century: Political Influence and Social Formation] (독일어). Stuttgart: Klett-Cotta. ISBN 3-608-91254-1.
- Gall, Lothar (2000). 《Bürgertum, liberale Bewegung und Nation. Ausgewählte Aufsätze》 [Bürgertum, Liberal Movement and Nation. Selected Essays] (독일어). Munich: Orbis-Verlag. ISBN 978-3-572-01175-9.
- Hartmann, Michael (2002). 《Der Mythos von den Leistungseliten. Spitzenkarrieren und soziale Herkunft in Wirtschaft, Politik, Justiz und Wissenschaft》 [The Myth of the Meritocracy: Elite Careers and Social Background in Business, Politics, Justice, and Science] (독일어). Frankfurt am Main: Campus Verlag. ISBN 3-593-37151-0.
- Herwig, Malte (2005). 《Eliten in einer egalitären Welt》 [The Elite in an Egalitarian World] (독일어). Berlin: wjs-Verlag. ISBN 3-937989-11-0.
- Köhler, Oskar (1985). 《Bürger, Bürgertum》 (독일어). Freiburg im Breisgau: Herder.
- Lepsius, Mario R., 편집. (1992). 〈Das Bildungsbürgertum als ständische Vergesellschaftung〉 [The Bildungsbürgertum as Class-Based Socialization]. 《Lebensführung und ständische Vergesellschaftung》 [Lifestyle and Class-Based Socialization]. Stuttgart: Klett-Cotta.
- Schmid, Pia (1984). 《Deutsches Bildungsbürgertum. Bürgerliche Bildung zwischen 1750 und 1830 [German Bildungsbürgertum. Bourgeois Education Between 1750 and 1830]》 (학위논문) (독일어). University of Frankfurt am Main.